# 4. лака дивизија (Немачка)
4. лака дивизија (понекад се означава као лака механизована или као лака оклопна како би се правила разлика са лаким пешадијским дивизијама) формирана је априла 1938. године реорганизацијом покретне дивизије некадашње аустријске армије након Аншлуса. Учествовала је у борбама у Пољској 1939. године. Током кампање уочени су недостаци у организацији па је од ње формирана 9. оклопна дивизија јануара 1940. године.
Ова оклопна дивизија борила се у бици за Француску 1940. године (пружајући подршку падобранским снагама код Ротердама током борби у Холандији) и у балканској кампањи на пролеће 1941. године, након чега је учествовала у борбама током операције Барбароса. У Курској бици 9. оклопна дивизија дивизија се борила као део 47. оклопног корпуса у садејству са 9. армијом. Неуспешно је покушавала да заједно са 2, 4. и 20. оклопном дивизијом пробије совјетски одбрамбрени појас. Успела је да се пробије свега 15 km уз тешке губитке. Као део Групе армија „Југ“ и Групе армија „Центар“ све до пролећа 1944. када је пребачена у Француску ради попуне и опоравка. У Француској спојена је са 155. резервном оклопном дивизијом како би поново имала формацијом предвиђени број тенкова. Након тога учествовала је у борбама у Нормандији и у џепу код Фалеза. Октобра 1944. придодата јој је 105. оклопна бригада како би се повратила од губитака. Учествовала је у одбрани Западног бедема и Ахена. Борила се у Арденској бици. Била је одсечена у Руру и предала се Американцима априла 1945. године.